# HMS H31
Pour les articles homonymes, voir H31.
Le HMS H31 est un sous-marin de classe H construit pour la Royal Navy par Vickers Limited à Barrow-in-Furness, dans le cadre du groupe 3. Sa quille est posée le 19 avril 1917 et il est mis en service le 21 février 1919.
Le HMS H31 a survécu jusqu’à la Seconde Guerre mondiale. Pendant cette guerre, il participe à l’opération de blocage du croiseur de bataille allemand Scharnhorst à Brest, en France, en novembre 1941, avant l’opération Cerberus au cours de laquelle ce bâtiment, en compagnie des croiseurs Gneisenau et Prinz Eugen, parvient à s’échapper en février 1942 et à regagner un port allemand. Au cours de l’opération de surveillance, le H31 a été coulé dans des circonstances inconnues, mais la plupart des sources croient qu’il a été victime d’une mine dans le golfe de Gascogne le 24 décembre 1941.

## Conception
Le H31 est un sous-marin de type Holland 602, mais il a été conçu pour répondre aux spécifications de la Royal Navy. Comme tous les sous-marins britanniques de classe H postérieurs au HMS H20, le H31 avait un déplacement de 440 tonnes en surface, et de 500 t en immersion. Il avait une longueur totale de 52 m, un maître-bau de 4,67 m, et un tirant d'eau de 3,81 m.
Il était propulsé par un moteur Diesel d’une puissance de 480 ch (360 kW) et par deux moteurs électriques fournissant chacun une puissance de 320 ch (240 kW). Le sous-marin avait une vitesse maximale en surface de 13 nœuds (24 km/h). En utilisant ses moteurs électriques, le sous-marin pouvait naviguer en immersion à 11 nœuds (20 km/h). Il transportait normalement 18,1 tonnes de carburant, mais il avait une capacité maximale de 20 tonnes. Les sous-marins britanniques de classe H post-H20 avaient un rayon d'action de 2 985 milles marins (5 528 km) à la vitesse de 7,5 nœuds (13,9 km/h) en surface,.
Le H31 était armé d’un canon antiaérien et de quatre tubes lance-torpilles de 21 pouces (533 mm) montés dans la proue. Il emportait huit torpilles. Son effectif était de vingt-deux membres d’équipage.